# Tugai

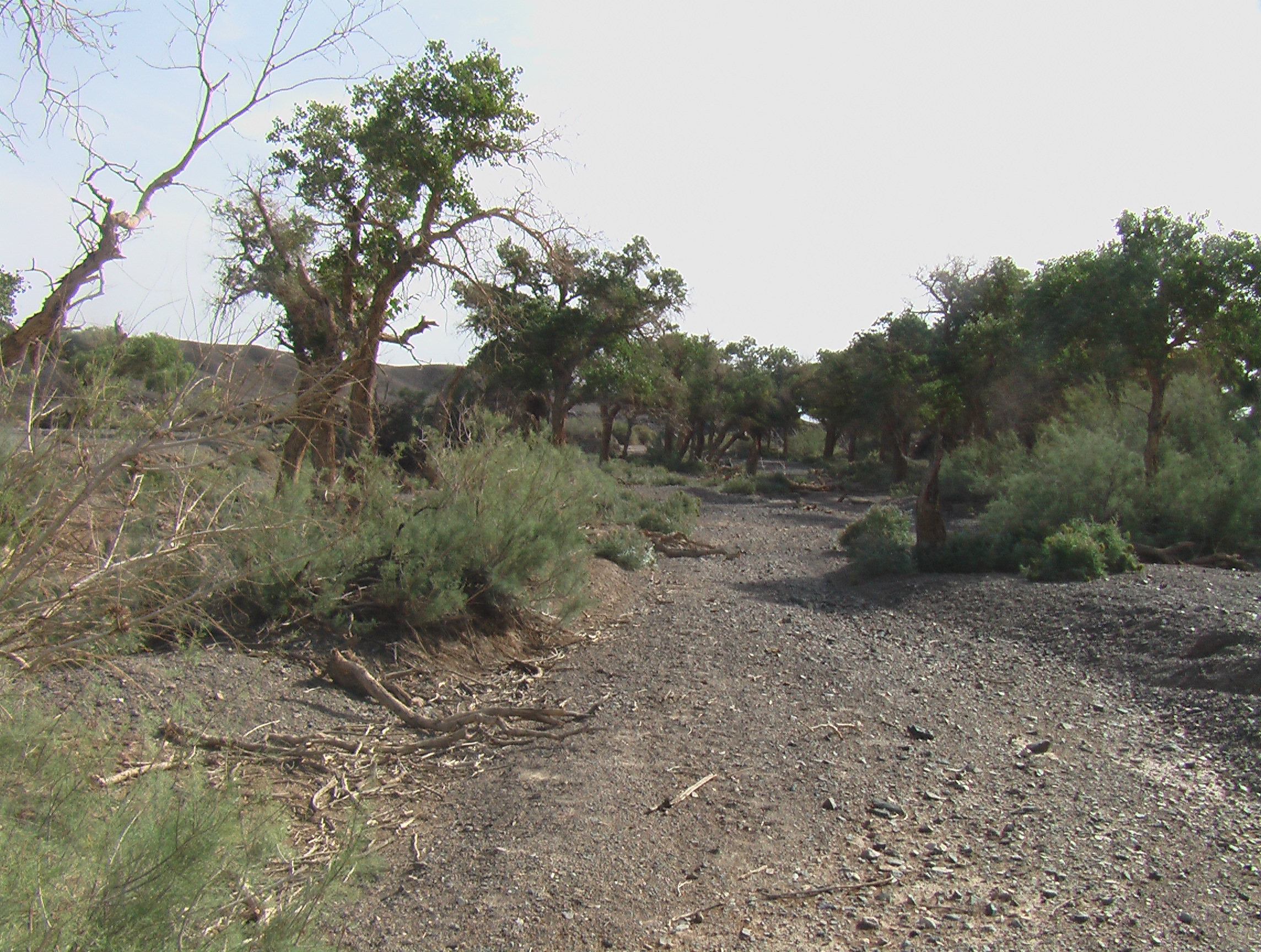
Bestand der Euphrat-Pappel am Edsin Gol in der Gobi

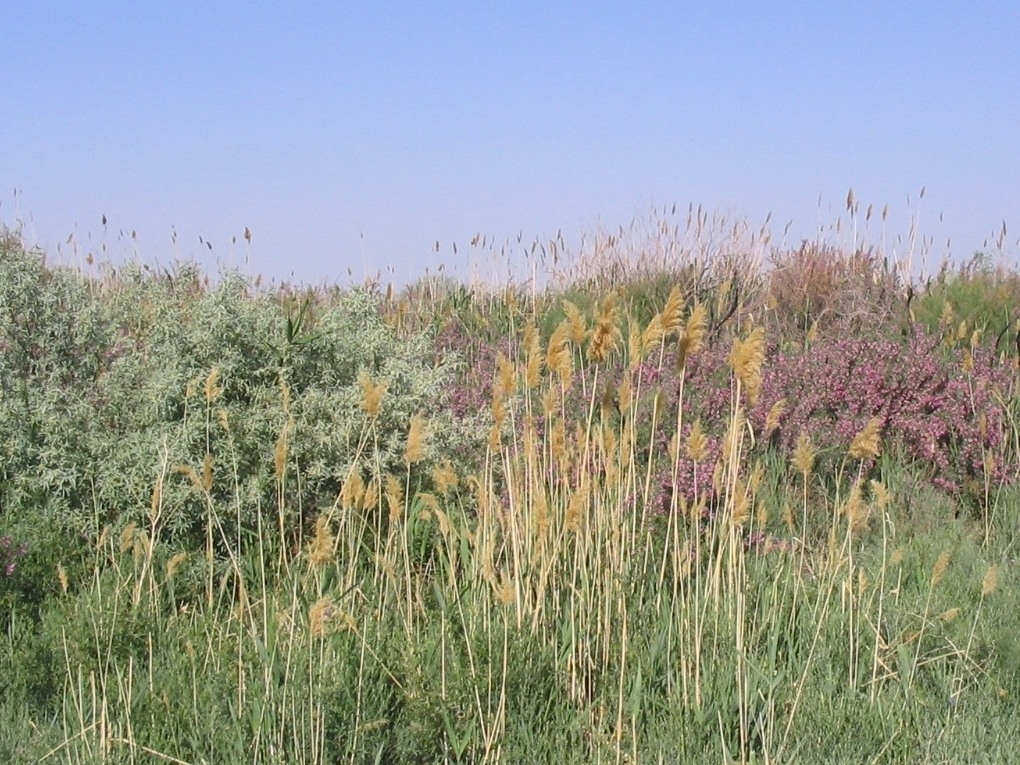

Als Tugai (bisweilen auch Tokai, Togai, Tougai oder Turau, russisch тугай, chinesisch huyanglin) wird die typische Vegetationsform zentralasiatischer Flussauen bezeichnet, die aus einem Mosaik aus Auwäldern (Tugaiwald), Gebüschen und Röhrichten besteht. Die Auwälder sind vorwiegend geprägt von der Euphrat-Pappel (Populus euphratica). Tugais zählen innerhalb der Wüsten und Halbwüsten Zentralasiens zu den Lebensräumen mit der höchsten Artenvielfalt, zu den hier vorkommenden Tierarten gehören Fasan, Bucharahirsch und Rohrkatze. Vor allem in der zweiten Hälfte des 20. Jahrhunderts wurden Tugais großflächig abgeholzt und die Standorte in bewässerte Landwirtschaftsflächen umgenutzt. Nicht selten waren eine nachhaltige Störung des natürlichen Wasserhaushalts und demzufolge Austrocknung von Flussläufen und Wüstenbildung die Folge.

## Beschreibung
Tugaiwälder sind oft als Galeriewald ausgeprägt und zeigen einen scharf begrenzten Übergang zu den angrenzenden Wüsten- oder Halbwüstenlandschaften. Charakterart ist die Euphrat-Pappel (Populus euphratica), die besonders auf nährstoffreichen Schwemmböden dichte Bestände bildet und vor allem im Süden stark dominiert. Daneben kommen als Bäume oder Sträucher weitere Pappelarten wie Populus pruinosa, Ölweiden wie Elaeagnus oxycarpa oder Elaeagnus angustifolia, Weiden, Tamarisken (hauptsächlich Tamarix ramosissima), Kreuzdorn und der Salzstrauch (Halimodendron halodendron) vor. Häufig sind Schlingpflanzen wie Clematis und Calystegia-Arten. In der Krautschicht stehen oft Rohrkolben, Schilfrohr, Apocynum-Arten und stellenweise Ravennagras. Besonders im südlichen Amudarja-Gebiet erreicht das Schilf oft Wuchshöhen von drei Metern.
Auf versalzten Standorten sind Tugais meist als Dickichte der Tamariskenarten Tamarix ramosissima und Tamarix hispida ausgeprägt. Zudem treten hier häufig salzliebende Pflanzen wie Kalidium caspicum oder Salzkräuter auf.

## Vorkommen
Tugaivegetation kommt an Flussläufen und auf Flussinseln innerhalb der natürlichen Verbreitung von Populus euphratica vor. Hauptsächlich ist sie aber in Aralsee- und Tarimbecken verbreitet, also an den Flusssystemen von Amudarja, Syrdarja und Tarim. Ein Verbreitungsschwerpunkt liegt im Flussdelta des Amudarja. Ostwärts reichen die Vorkommen bis in die Gobi.
Da Tugais vorwiegend von Phreatophyten gebildet werden – Pflanzen, die ihren Wasserbedarf aus dem Grundwasser beziehen – kommen sie nur in Bereichen vor, in denen der Grundwasserspiegel nicht tiefer als 10 m liegt.